# Cochlostoma sardoum
Cochlostoma sardoum е вид охлюв от семейство Diplommatinidae. Видът не е застрашен от изчезване.

## Разпространение
Разпространен е в Италия (Сардиния).

## Описание
Популацията на вида е стабилна.